# الخوبة (الحديدة)

تعديل مصدري - تعديل

الخوبة هي مدينة ومركز مديرية اللحية بمحافظة الحديدة اليمنية، بلغ تعداد سكانها 10429 نسمة حسب الإحصاء الذي أجري عام 2004.